# Jaspis biały
Jaspis biały - biała odmiana jaspisu, wydobywana głównie z USA (Kansas) oraz RPA (Transvaal).